# باتريسيو كاستانيدا
باتريسيو كاستانيدا (بالإسبانية: Patricio Castañeda)‏ هو مدرب كرة قدم ولاعب كرة قدم تشيلي، ولد في 2 فبراير 1986 في سانتياغو في تشيلي. لعب مع ديبورتيس أنتوفاغاستا.

## وصلات خارجية
- باتريسيو كاستانيدا على موقع قاعدة بيانات كرة القدم.إي يو (الإنجليزية)
- باتريسيو كاستانيدا على موقع Soccerway.com (الإنجليزية)